# Mykola Kvasnyj
Mykola Petrovyč Kvasnyj (in ucraino Микола Петрович Квасний?; Dolyna, 4 gennaio 1995) è un calciatore ucraino, difensore del Kulykiv.

## Carriera
Kvasnyj è il prodotto di due scuole sportive giovanili di Kiev. Il suo primo allenatore è stato Mykola Lytovčak al Knyaža Ščaslyve.
Dal luglio 2012 al 2014, Kvasnyj ha giocato con le riserve dell'Arsenal Kiev e del Tavrija. Dal luglio 2014, ha giocato con le riserve del Vorskla. Nell'estate del 2015, Kvasnyj è stato aggregato alla prima squadra dal Vorskla che milita nella massima serie nazionale. Ha esordito con il Vorskla nella Prem"jer-liha in un incontro con la Dinamo Kiev il 4 ottobre 2015.

## Statistiche

### Presenze e reti nei club
Statistiche aggiornate al 3 maggio 2021.
| Stagione        | Squadra         | Campionato      | Campionato | Campionato | Coppe nazionali | Coppe nazionali | Coppe nazionali | Coppe continentali | Coppe continentali | Coppe continentali | Altre coppe | Altre coppe | Altre coppe | Totale | Totale |
| Stagione        | Squadra         | Comp            | Pres       | Reti       | Comp            | Pres            | Reti            | Comp               | Pres               | Reti               | Comp        | Pres        | Reti        | Pres   | Reti   |
| --------------- | --------------- | --------------- | ---------- | ---------- | --------------- | --------------- | --------------- | ------------------ | ------------------ | ------------------ | ----------- | ----------- | ----------- | ------ | ------ |
| 2015-2016       | Vorskla         | PL              | 3          | 0          | CU              | 2               | 0               | UEL                | 0                  | 0                  |             | -           | -           | 5      | 0      |
| 2016-2017       | Vorskla         | PL              | 0          | 0          | CU              | 0               | 0               | UEL                | 0                  | 0                  |             | -           | -           | 0      | 0      |
| Totale Vorskla  | Totale Vorskla  | Totale Vorskla  | 3          | 0          |                 | 2               | 0               |                    | 0                  | 0                  |             | -           | -           | 5      | 0      |
| 2017-2018       | Sumy            | 1L              | 14         | 0          | CU              | 0               | 0               |                    | -                  | -                  |             | -           | -           | 14     | 0      |
| 2018-2019       | Prykarpattja    | 1L              | 23         | 0          | CU              | 1               | 0               |                    | -                  | -                  |             | -           | -           | 24     | 0      |
| 2019-gen. 2020  | L'viv           | PL              | 11         | 0          | CU              | 1               | 0               |                    | -                  | -                  |             | -           | -           | 12     | 0      |
| gen.-giu. 2020  | Inhulec'        | 1L              | 5          | 0          | CU              | 1               | 0               |                    | -                  | -                  |             | -           | -           | 6      | 0      |
| 2020-2021       | Inhulec'        | PL              | 16         | 0          | CU              | 1               | 0               |                    | -                  | -                  |             | -           | -           | 17     | 0      |
| Totale Inhulec' | Totale Inhulec' | Totale Inhulec' | 21         | 0          |                 | 2               | 0               |                    | -                  | -                  |             | -           | -           | 23     | 0      |
| Totale carriera | Totale carriera | Totale carriera | 72         | 0          |                 | 6               | 0               |                    | 0                  | 0                  |             | -           | -           | 78     | 0      |